# Booksmart
Booksmart är en amerikansk komedifilm från 2019 regisserad av Olivia Wilde, efter manus av Emily Halpern, Sarah Haskins, Susanna Fogel och Katie Silberman. Beanie Feldstein och Kaitlyn Dever spelar två plugghästar på gymnasiet som alltid följt reglerna, men dagen innan studenten inser de att de kanske gett upp allt festande helt i onödan. De bestämmer sig för att ta igen allt på läsårets sista kväll. Övriga roller spelas av Jessica Williams, Will Forte, Lisa Kudrow och Jason Sudeikis. Will Ferrell och Adam McKay var verkställande producenter för filmen genom produktionsbolaget Gloria Sanchez Productions. 
Filmen hade världspremiär på South by Southwest den 10 mars 2019 och släpptes på bio av United Artists Releasing den 24 maj 2019 i USA.  Filmen har hyllats av kritiker internationellt och spelade in över 24 miljoner dollar. För sin rollprestation nominerades Feldstein för bästa skådespelerska - komedi eller musikal vid de 77:e Golden Globe Awards.
I Sverige fick filmen överlag ett positivt mottagande av kritiker när den hade premiär den 19 juni 2019, där Nöjesguiden gav den högsta betyg, Dagens Nyheter, Göteborgs-Posten, och Sveriges Radios Kulturnytt alla gav den näst högsta betyg medan Sveriges Televisions Kulturnyheterna och Svenska Dagbladet gav den medelbetyg.

## Handling
High school-seniorerna Amy och Molly har varit bästa vänner sedan barndomen, men betraktas som pretentiösa och tråkiga av sina kamrater. Amy har kommit ut och är förälskad i en tjej som heter Ryan; Molly uppmanar henne att bjuda ut Ryan på en dejt innan de tar examen. Dagen innan examen hör Molly några klasskamrater prata illa om henne på toaletten. Hon konfronterar dem och säger att medan de har slösat bort deras tid på fester så har hon kommit in på Yale. Molly blir chockad när de avslöjar att de trots sina fester också kommit in i prestigefyllda högskolor. När Molly sedan träffar Amy berättar hon rasande om orättvisan och att de borde ha njutit av deras tid på gymnasiet mer. Hon föreslår att de ska gå till en examensfest som hålls av klasskamraten Nick, vilket Amy motvilligt går med på. 
De inser dock att ingen av dem vet adressen till festen, så Molly ringer Jared, en rik klasskamrat som gillar henne men som hon föraktar. Men festen han tar dem till är inte rätt fest. Nu börjar en odyssé där tjejerna tar sig mellan olika fester, den ena mer skruvad än den andra, i jakt på Nicks fest.

## Rollista (i urval)
- Beanie Feldstein – Molly Davidson
- Kaitlyn Dever – Amy Antsler
- Jessica Williams – Miss Fine
- Lisa Kudrow – Charmaine Antsler
- Will Forte – Doug Antsler
- Jason Sudeikis – Rektor Jordan Brown
- Mason Gooding – Nick Howland

## Produktion
En tidig version av manuset, Book Smart av Emily Halpern och Sarah Haskins, cirkulerade 2009 och dök upp på Black List 2009 (en årlig enkät över mest gillade manus som ännu inte producerats); 2014 Susanna Fogel reviderade manuset genom att skriva om en av huvudpersonerna som en lesbisk och ändrade berättelsen så att flickorna inte söker pojkvänner till balen, utan ska gå på en efter-balen fest.
Efter revideringarna köpte Annapurna Pictures rättigheterna till manuset och kontaktade Gloria Sanchez Productions för att producera filmen. Gloria Sanchez och Jessica Elbaum pitchade manuset till Olivia Wilde, som efter att ha läst manus uttryckte sin beundran för det. Megan Ellison, Chelsea Bernard, David Distenfeld, Will Ferrell, Adam McKay och Elbaum skulle alla producera filmen. Manusförfattaren Katie Silberman anställdes för att göra fler revideringar under våren 2018 och för att uppdatera berättelsen.
Enligt Silberman var "Olivias mantra för oss alla att gymnasiet är krig". Wilde föreställde sig också en scen "där flickorna uder en drog-trip förvandlas till Barbie- dockor" och gav Silberman ansvaret för var den skulle införlivas i berättelsen.

### Casting
I februari 2018 fick Kaitlyn Dever och Beanie Feldstein sina roller i filmen. I maj 2018 fick Billie Lourd och Skyler Gisondo sina roller. Samma månad fick Jason Sudeikis, Lisa Kudrow, Jessica Williams, Will Forte, Mike O'Brien, Mason Gooding, Noah Galvin, Diana Silvers, Austin Crute, Eduardo Franco, Molly Gordon och Nico Hiraga också sina roller.
Silvers skulle ursprungligen göra audition för Ryan, men kände att hennes utseende inte var idealiskt för karaktären och spelade upp som Hope istället. Wilde uppmanade också Feldstein och Dever att bo tillsammans för att utveckla ett gemensamt sspråk och sätt. De två skådespelerskornabodde ihop i Los Angeles under tio veckor. Wilde bad också skådespelaren att läsa manus och meddela om de hittade en dialog som kände "oautentisk … [och] skriva om det med sin egen röst".  Silberman fortsatte att skriva efter castingen och tyckte att det var lätt att hitta på dialog som passade Feldstein och Dever. Silberman krediterade särskilt komplimangerna som karaktärerna använder till Feldstein, som ofta publicerade "Jag tappar andan" på Instagram.